# Državljanstvo
Državljanstvo je poseban pravni odnos, trajan po svom karakteru, koji postoji između države i pojedinca (odnosno njezinog državljanina). Na osnovi postojanja državljanstva kao specifičnog pravnog odnosa (specifičnog zbog toga što je to odnos između fizičke osobe i suverene države), nastaju određena prava, ali i obveze, kako na strani države, tako i na strani pojedinca.
Svaka država propisuje svoja pravila kojim regulira pitanja državljanstva, a osobito ona o kojima ovisi koje će osobe i pod kojim uvjetima smatrati svojim državljanima, odnosno, pod kojm uvjetim pojedine osobe prestaju biti njezni državljani. Tako i Europska konvencija o državljanstvu iz 1997. godine u svom članku 3.  propisuje da će svaka država svojim pravnim propisima odrediti tko su njezini državljani.

## Nacionalnost i državljanstvo
Pojam državljanstvo treba razlikovati od pojma nacionalnost. Naime nacionalnost označava pripadnost pojedinca određenom narodu. Svaki narod ima svoje sunarodnjake koji ne moraju imati svi isto državljanstvo. Nacionalnost je etnički pojam.
Državljanstvo označava, dakle, pravnu vezu između pojedinca i države. Samo država ima svoje državljane i oni ne moraju biti svi iste nacionalnosti.
Državljanstvo ili nacionalnost ne samo da ljudima potvrđuje osjećaj identiteta, već im daje i pravo na državnu zaštitu kao i na druga brojna građanska i politička prava.

## Načela stjecanja državljanstva
Postoje tri osnovna načela za stjecanje državljanstva:
- načelo krvne veze (podrijetla) (latinski ius sanguinis)
- načelo područja (latinski ius soli)
- načelo prebivališta (latinski ius domicili)

## Vanjske poveznice
- Zakon o hrvatskom državljanstvu NN 53/1991, NN 70/1991, NN 28/1992, NN 130/2011.